# Бурмистров, Фёдор Петрович
Фёдор Петрович Бурмистров (26 августа 1917, с. Асники, Рязанская губерния, Российская империя — 4 апреля 1997) — советский хозяйственный, государственный и партийный деятель.

## Биография
Родился в 1917 году в селе Асники. Член ВКП(б) с 1942 года.
С 1938 года — на хозяйственной, общественной и политической работе. В 1938—1975 гг. — агроном Иркутского областного земельного отдела, в РККА, инструктор Астраханского областного комитета ВКП(б), второй, первый секретарь районного комитета ВКП(б), первый секретарь Степного районного комитета ВКП(б) (1951—1952), первый секретарь Зеленчукского районного комитета КПСС (1955—1957), секретарь Карачаево-Черкесского обкома КПСС (1957—1959), первый секретарь Пятигорского городского комитета КПСС (1959—1961), секретарь, второй секретарь Ставропольского краевого комитета КПСС.
С 12 июля 1968 года по 25 июня 1975 года первый секретарь Карачаево-Черкесского обкома КПСС.
Избирался депутатом Верховного Совета РСФСР 6-го созыва, Совета Национальностей Верховного Совета СССР 8-го и 9-го созывов от Зеленчукского избирательного округа.